# Otto Bally
Otto Bally (* 14. April 1839 in Säckingen; † 17. April 1908 ebenda; vollständiger Name: Johann Urban Otto Bally) war ein deutscher Unternehmer und Heimatforscher.

## Leben

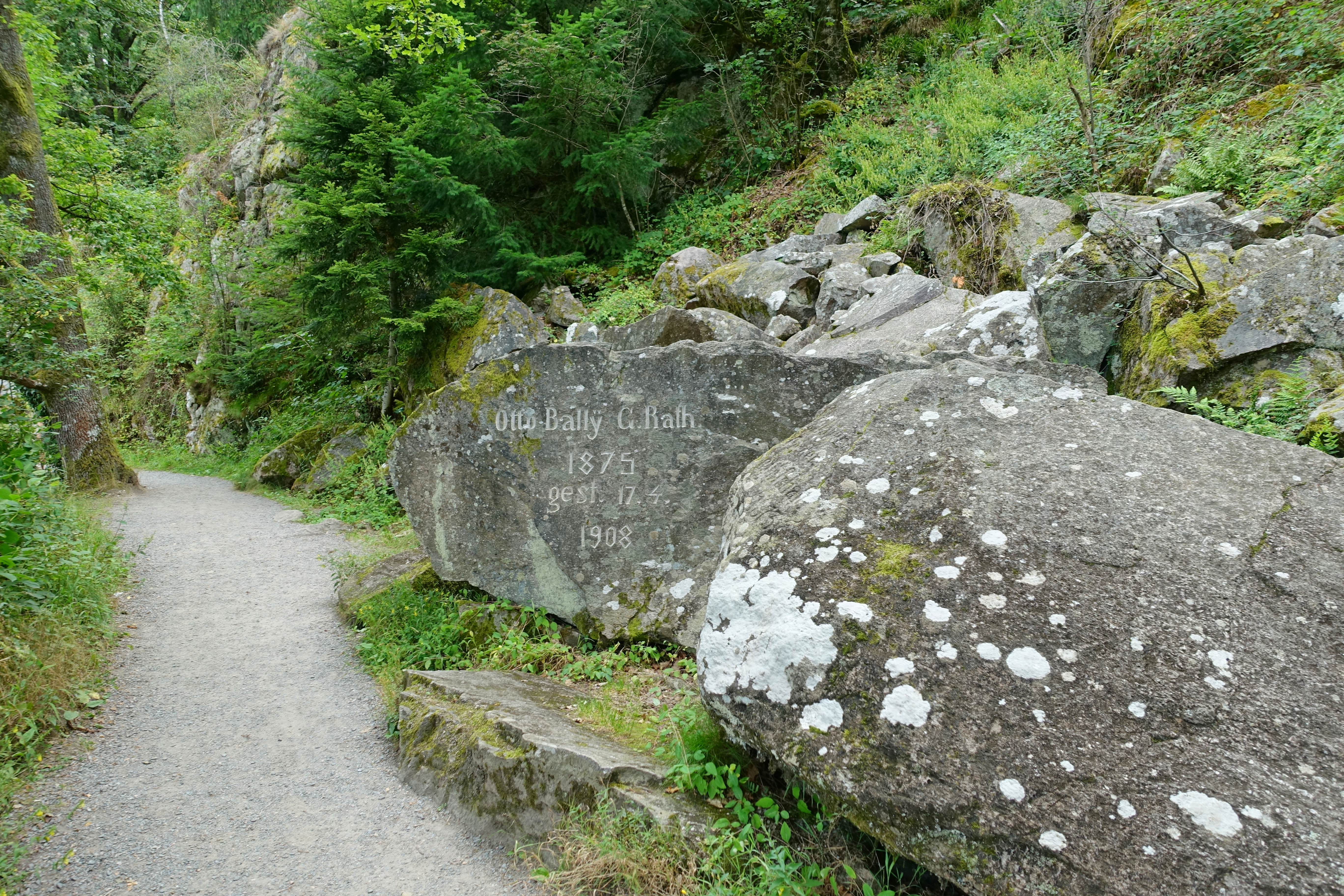
Gedenkstein für Otto Bally am Bergsee bei Bad Säckingen

Sein Großvater Peter Bally war der Begründer der Bally-Schuhfabriken in Schönenwerd bei Aarau. Sein Vater Jean Bally übernahm 1849 zusammen mit seinen Brüdern Peter und Theodor in Säckingen die (groß)väterliche Seidenband-Weberei. Nach dem Besuch der Volksschule kam er in eine Privatschule in Wabern bei Bern, nach dieser besuchte er zusammen mit seinem Bruder die Handelsschule in Lausanne und dann die Handelsakademie Leipzig. Bei Auslandsaufenthalten lernte er Italienisch, Französisch und Englisch.
Zusammen mit seinem jüngeren Bruder Emil und seinem Vetter Armand erweiterte und modernisierte er das elterliche Geschäft. Er war Mitglied in Vereinen und in der Stadtpolitik und wurde vom Großherzog von Baden zum Kommerzienrat ernannt.
Er sammelte Münzen und Medaillen aber auch Antiquitäten und Kunst. Er war befreundet mit Hans Thoma und Viktor von Scheffel.

## Schriften
- Das Damenstift zu Säckingen. In: Franz August Stocker (Hrsg.): Vom Jura zum Schwarzwald. Band 1, Aarau 1884, S. 119–147 und S. 161–167. (im Internet Archive)
- Beschreibung der Münzen und Medaillen des Fürstenhauses und Landes Baden. H. R. Sauerländer & Co., Aarau  1896.[3]